# Поклад Олександр Валентинович
Олександр Валентинович Поклад — генерал-майор Служби безпеки України, заступник голови СБУ з 23 серпня 2023 року. Начальник Департаменту контррозвідки СБУ з 30 листопада 2021 по 23 серпня 2023 року. Юрист, кандидат юридичних наук.

## Життєпис
Закінчив Харківський юридичний університет. Працював у правоохоронних органах (міліції) Полтавської області.
У 2006 році отримав посвідчення адвоката, дія якого була призупинена у 2015-му.
За президентства Віктора Януковича, працював на громадських засадах помічником ексдепутата від Партії регіонів і «Опозиційного блоку» та колишнього начальника охорони олігарха Дмитра Фірташа Івана Мирного. Перед цим працював помічником нардепа Равіля Сафовича Сафіулліна з Партії регіонів (6 скликання, 2007-2012 рр.).
Очолював 5-е управління Департаменту контррозвідки СБУ. Керував спецоперацією із затримання співробітника СБУ Юрія Расюка і генерал-майора відомства Валерія Шайтанова, підозрюваного в роботі на спецслужби Російської Федерації.
30 листопада 2021 року Президент України Володимир Зеленський призначив Поклада начальником Департаменту контррозвідки Служби безпеки України (згідно з указом №606/2021). На цю посаду його рекомендував Андрій Єрмак. 
17 квітня 2022 року Указом Президента №257/202 Покладу присвоєно звання бригадного генерала.
У 2023 році Президент Володимир Зеленський призначив Олександра Поклада заступником голови Служби безпеки України.
6 січня 2024 року Указом Президента  №4/2024 Олександру Покладу присвоєно звання генерал-майора.
15 травня 2025 року Поклад увійшов до складу української делегації для переговорів із Росією у Стамбулі. 

## Наукові звання
- Кандидат юридичних наук. У 2018 році захистив у Запорізькому національному університеті дисертацію на здобуття наукового ступеня кандидата юридичних наук за темою «Громадський контроль за діяльністю поліції»[14][15].

## Нагороди
- 22 січня 2016 року — за значний особистий внесок у державне будівництво, соціально-економічний, науково-технічний, культурно-освітній розвиток Української держави, справу консолідації українського суспільства, багаторічну сумлінну працю — нагороджений орденом Богдана Хмельницького ІІІ ступеня.[16]
- 21 серпня 2017 року — за особистий внесок у зміцнення обороноздатності Української держави, мужність і самовідданість, виявлені під час бойових дій, високий професіоналізм та зразкове виконання службових обов'язків, відзначений — нагороджений орденом «За мужність» III ступеня.[16]
- 24 березня 2020 року — за вагомий особистий внесок у зміцнення обороноздатності Української держави, мужність, самовідданість і високий професіоналізм, виявлені під час бойових дій, зразкове виконання службових обов'язків, відзначений — нагороджений орденом «За мужність» II ступеня.